# بیگانه ۳ (بازی ویدئویی)
بیگانه ۳ (به سبک ALIEN³) یک بازی ویدیویی شوتم آپ است که بر اساس فیلمی به همین نام در سال ۱۹۹۲ برای سگا جنسیس و آمیگا تولید و منتشر شد. نسخه‌های دیگری از این بازی نیز در سال ۱۹۹۳ برای کمودور ۶۴، گیم‌بوی، سگا گیم گیر، نینتندو ای‌اس، سوپر نینتندو و سگا مستر سیستم منتشر شد.

## گیم‌پلی
بیگانه ۳ یک بازی دو بعدی شوتم آپ (اصطلاحا برو و تیراندازی کن) است که نمای دوربین در آن به‌صورت دید جانبی می‌باشد. گیمر در این بازی هدایت الن ریپلی (شخصیت اصلی فیلم) را در کلونی زندان بزرگ فیورینا ۱۶۱ برعهده دارد. قهرمان بازی توانایی پریدن، دویدن، بالا و پایین رفتن از نردبان، سینه‌خیز رفتن و عبور از دهلیزها و کانال‌های کوچک، تیراندازی و استفاده از آسانسورها را دارد و برخلاف فیلم، الن ریپلی در این بازی به مجموعه بزرگی از انواع سلاح‌ها دسترسی داشته و می‌تواند از آن‌ها علیه دشمنان استفاده کند. دشمنان در این بازی طیفی از بیگانگان (زنومورف و فیس‌هاگر) هستند که قهرمان بازی با انواع سلاح‌های مختلف از جمله تفنگ لیزری، شعله‌افکن و نارنجک به مقابله با آن‌ها می‌پردازد.
اهداف اصلی و ماموریت‌های این بازی توسط ترمینال‌های کامپیوتری موجود در محیط به گیمر داده می‌شود. این ماموریت‌ها اکثراً شامل آزاد نمودن انسان‌های دربند از اسارت بیگانه‌ها، مسدود نمودن درها و راه‌های ورودی، از بین بردن تخم بیگانگان و تعمیر نقص‌های فنی موجود در تأسیسات ساختمانی می‌باشند. هر مرحله دارای یک محدودیت زمانی می‌باشد که با اتمام آن، گیمر یک جان خود را از دست می‌دهد. در نهایت الن ریپلی باید با ملکه بیگانه‌ها برخورد و آن را شکست دهد.
نسخه سوپر نینتندو شامل شش بخش مختلف است که گیمر باید برای اتمام هر بخش، تمام ماموریت‌های آن مرحله را از ترمینال‌های کامپیوتری دریافت و به اتمام رساند. نسخه سگا مگادرایو این بازی شامل ۱۵ مرحله مختلف می‌باشد، در حالی‌که این دو نسخه تفاوت‌های زیادی در نوع ساختار بازی و گرافیک دارند. نسخه کامپیوترهای آمیگا از نظر ساختاری بسیار شبیه به نسخه مگادرایو است ولی با این تفاوت که از نظر سرعت اجرا، کندتر از نسخه کنسولی می‌باشد. پورت کمودور ۶۴ این بازی در واقع از نسخه آمیگا گرفته شده و دارای ۱۵ مرحله می‌باشد که البته از نظر ساختار مراحل تفاوت‌هایی با نسخه آمیگا دارد. نسخه سگا مسترسیستم از همان ساختار مراحل نسخه مگادرایو استفاده می‌کند ضمن اینکه قابلیت بازی در حالت دونفره را نیز دارا است. اما نسخه گیم‌بوی این بازی از نظر گرافیک و نمای دوربین تفاوت زیادی با بقیه نسخه دارد و نمای دوربین آن کاملاً از بالا می‌باشد.

## انتشار بازی
انتشار نسخه سگا جنسیس در آمریکا برای تابستان ۱۹۹۲ برنامه‌ریزی شده بود، اما در نهایت در اکتبر ۱۹۹۲ منتشر شد. انتشار نسخه کامپیوترهای آمیگا در اروپا در نوامبر ۱۹۹۲ صورت پذیرفت. ژانویه ۱۹۹۳ نیز نسخه سگا مسترسیستم در بریتانیا منتشر شد. پورت کنسول دستی گیم‌بوی در ایالات متحده آمریکا در ژانویه ۱۹۹۳ انجام گرفت، در حالی‌که نسخه نینتندو ای‌اس این بازی در مارس ۱۹۹۳ و نسخه سوپرنینتندو در ژوئن همان سال در آمریکا منتشر شد، انتشار نسخه سوپرنینتندو در بریتانیا در ژوئیه ۱۹۹۳ انجام پذیرفت. انتشار نسخه کامپیوترهای خانگی کمودور ۶۴ نیز در نوامبر ۱۹۹۳ دراروپا صورت گرفت.

## بازتاب‌ها
ماهنامه گیم‌پرو ضمن ستایش از گرافیک، موزیک و افکت‌های صوتی نسخه سوپرنینتندو، آن را برای افرادی که از مبارزات خسته‌کننده نسخه‌های دیگر ناامید شده‌اند، بسیار مناسب ذکر کرد. مجله بریتانیایی سوپرپلی به قلم جاناتان دیویس از گرافیک نسخه سوپرنینتندو تقدیر کرده و اشاره می‌کند که با وجود ساخته شدن بازی از روی فیلم، سعی می‌کند زیاد به آن وفادار نباشد. اسکات آلن ماریوت از سایت AllGame ضمن تحسین افکت‌های صوتی و انیمیشن روان در نسخه سوپرنینتندو، در مورد گرافیک بازی نوشت: «با وجود اینکه همه چیز به صورت خاکستری و فلزی به نظر می‌رسد، با این‌حال گرافیک همچنان بسیار خوب است.»
مجله آمریکایی نینتندو پاور ضمن تحسین صداگذاری، گرافیک، اکشن مناسب و تنوع ماموریت‌های نسخه سوپرنینتندو، با اینحال از محدودیت‌های دریافت مأموریت از ترمینال‌ها کامپیوتری داخل بازی انتقاد کرد. مجله رسمی نینتندو نیز از موزیک، افکت‌های صوتی و تعداد زیاد مراحل نسخه سوپرنینتندو تقدیر کرده اما اعلام کرد برای عادت کردن به کنترل بازی توسط گیمرها، زمان نیاز است. این مجله همچنین ضمن تقدیر از موزیک نسخه کنسول دستی گیم‌بوی، از کمبود شدید افکت‌های صوتی در این نسخه انتقاد نمود ولی با اینحال نتیجه‌گیری کرد که طراحی کلی و برنامه‌نویسی مناسبی برای آن به کار رفته‌است. مجله نینتندوپاور نیز در مورد این نسخه از بازی ضمن تحسین عالی خواندن صحنه‌های سینمایی، از کنترل با تأخیر و ضعیف آن انتقاد نمود. اسکایلر مایلر از سایت AllGame در مورد نسخه نینتندو ای‌اس بازی نوشت: «این بازی یک شوتر بدون فکر نیست، اتمسفر عجیب همراه با رنگ‌آمیزی تیره و تاریک، صدا و موسیقی قابل پیش‌بینی و صحنه‌های خشن در این نسخه از بازی مشهود است.»
در مورد نسخه جنسیس/مگادرایو این بازی، مجله گیم‌پرو از موزیک بازی تقدیر کرد و اینطور نتیجه‌گیری نمود که این نسخه از تعادل مناسبی بین سبک آرکید و اکشن کنسولی برخوردار است به نحوی که همان حس خاص هنگام دیدن فیلم را برای گیمر تداعی می‌کند. شاون ساکنهایم نویسنده بخش مقالات جنسیس در سایت AllGame نوشت: "از نظر گرافیکی این نسخه حرف‌های زیادی برای گفتن دارد. مراحل بازی وسیع و با جزئیات خوب کار شده‌اند. انیمیشن‌های بازی روان و باورپذیر هستند. گیم‌پلی و درجه سختی نیزمناسب است. با وجود برخی اشکالات جزئی هنگام پرش‌ها، با این حال کنترل بازی بسیار خوب از کار درآمده است. در بخش موسیقی و صداگذاری این بازی کاملا معمولی بنظر می‌رسد که افکت‌های صوتی آن نیز به صورت مونو و غیرواقعی کار شده‌اند." ماهنامه بریتانیایی سگافورس از گرافیک، مراحل زیاد و کنترل خوب نسخه جنسیس تقدیر و موسیقی بازی را به اندازه کافی هیجان‌انگیز توصیف نمود، و در نهایت نتیحه‌گیری کرد که این بازی همان چیزی است که طرفداران فیلم منتظر آن بودند.
سگافورس همچنین از گرافیک نسخه سگا مسترسیستم تقدیر و آن را قابل مقایسه با نسخه جنسیس تشخیص داد، ضمن اینکه از موسیقی، افکت‌های صوتی و کنترل بازی هم به نیکی یاد کرد ولی از تکراری شدن بخش‌هایی از بازی گله نمود. این مجله در مرور نسخه گیم‌گیر نیز از موزیک، صداگذاری و گرافیک آن تقدیر کرد. اما ماهنامه گیم‌پرو در مورد نسخه گیم‌گیر نوشت: "گیمرها نباید انتظار یک اکشن و گیم‌پلی خوب مانند نسخه جنسیس را داشته باشند. مطمئنا کنسول گیم‌گیر از نظر قدرت توانایی رقابت با کنسول ۱۶ بیتی جنسیس را ندارد، به همین دلیل افکت‌های ویژه، اکشن و طولانی بودن مراحل در نسخه گیم‌گیر با نسخه جنسیس قابل مقایسه نمی‌باشند." مجله Mean Machines Sega نسخه گیم‌گیر را بررسی و موسیقی و انیمیشن کاراکترهای آن را تحسین، اما از افکت‌های صوتی در پس‌زمینه بازی انتقاد کرده و در کل بازی را به خوبی نسخه جنسیس ندانست. کایل نایت از سایت AllGame نیز ضمن انتقاد از موسیقی و ایرادات هوش مصنوعی نسخه گیم‌گیر، با این حال از ترکیب مناسب اکشن و لذت گشت و گذار در محیط بازی، جزئیات کارشده در پس زمینه مراحل و اسپرایت بیگانه‌ها تقدیر نموده ولی در مورد اسپرایت قهرمان بازی از نظر جزئیات، نظر منفی خود را اعلام نمود.
ماهنامه سی‌یو آمیگا نسخه کامپیوترهای آمیگای این بازی را بررسی نموده و گرافیک، موسیقی و افکت‌های صوتی آن را تحسین کرد و از آن به عنوان یک بازی بسیار خوب از مجموعه بیگانه یاد نمود. نویسنده این مجله اینطور نتیجه‌گیری کرد: "بیگانه ۳ یکی از بهترین عناوینی است که تا به حال از فیلم به بازی برای آمیگا منتقل شده‌است." جیمزپرایس از مجله کمودور فورس، گرافیک، موسیقی، صداگذاری و تنوع مراحل نسخه کمودور ۶۴ این بازی را ستود و نوشت: «با وجود خوب بودن بازی از نظر تکنیکی، در برخی از مناطق شاهد ایرادات و خطاهای نرم‌افزاری هستیم. با اینحال به خاطر وجود آپشن‌های متعدد، سیستم بارگذاری ساده و طراحی مراحل مناسب، این نسخه از بازی نمره قبولی دریافت می‌کند.» ماهنامه کامپیوتری کمودور فورمت نیز در بررسی نسخه کمودور این بازی، گیم‌پلی آن را کاملاً معمولی و البته استاندارد تلقی کرده و از آسانی و مراحل یکسان در طول بازی انتقاد کرد. ولی با این حال به گفته نویسنده این مجله، این بازی از یک اکشن بسیار خوش ساخت بهره می‌برد که البته با وجود محدودیت زمان در مراحل بازی، می‌تواند گیمرهای معمولی را به چالش بکشد.
هفته‌نامه آمریکایی Entertainment Weekly به این بازی نمره -A داد و در مورد آن نوشت: «در حالیکه در فیلم، الن ریپلی با محدودیت سلاح مواجه و فقط با یک نوع موجود بیگانه رودررو بود، در این بازی قهرمان ما تا دندان مسلح است و باید در مدت زمان محدودی مقادیر زیادی از دشمنان بیگانه را از بین ببرد.»

### جوایز
نسخه سگا جنسیس این بازی توسط سه نفر از ۴ ادیتور مقالات ماهنامه آمریکایی-کانادایی گیم‌فن، به عنوان بهترین بازی اقتباس شده از روی فیلم انتخاب گردید و جایزه گلدن مگاوارد این نشریه در سال ۱۹۹۲ را به خود اختصاص داد. نسخه سوپر نینتندو بازی بیگانه ۳ نیز توانست جایزه سال ۱۹۹۳ این مجله به عنوان بهترین بازی اکشن ادونچر را به دست آورد. البته این نسخه از بازی در رقابت به عنوان بهترین بازی اقتباسی از فیلم، رقابت را به عنوان علاءالدین دیزنی واگذار نمود. ماهنامه بریتانیایی توتال! در سال ۱۹۹۵ این بازی را به عنوان سی‌امین بازی برتر کنسول سوپر نینتندو انتخاب کرد.
| امتیاز منتقدین             | امتیاز منتقدین             | امتیاز منتقدین             | امتیاز منتقدین                                  | امتیاز منتقدین                                  | امتیاز منتقدین                                  | امتیاز منتقدین                                  | امتیاز منتقدین                                  |
| ناشر                       | امتیاز                     | امتیاز                     | امتیاز                                          | امتیاز                                          | امتیاز                                          | امتیاز                                          | امتیاز                                          |
| ناشر                       | گیم‌بوی                     | مسترسیستم                  | نینتندو ای‌اس                                    | آمیگا                                           | جنسیس                                           | گیم‌گیر                                          | سوپرنینتندو                                     |
| -------------------------- | -------------------------- | -------------------------- | ----------------------------------------------- | ----------------------------------------------- | ----------------------------------------------- | ----------------------------------------------- | ----------------------------------------------- |
| آل‌گیم                      |                            |                            | [ ۱۴ ]                                          |                                                 | [ ۷ ]                                           | [ ۲۴ ]                                          | [ ۱۸ ]                                          |
| EGM                        |                            |                            |                                                 |                                                 |                                                 | ۲۹/۴۰                                           |                                                 |
| Mean Machines Sega         |                            |                            |                                                 |                                                 | ۹۰٪                                             |                                                 |                                                 |
| نینتندو پاور               |                            |                            |                                                 |                                                 |                                                 |                                                 | ۳٫۸۵/۵                                          |
| مجله رسمی نینتندو          | ۹۰/۱۰۰                     |                            |                                                 |                                                 |                                                 |                                                 | ۹۴/۱۰۰                                          |
| سوپرپلی                    |                            |                            |                                                 |                                                 |                                                 |                                                 | ۸۴٪                                             |
| کمودور فورس                |                            |                            |                                                 | ۹۳٪                                             |                                                 |                                                 |                                                 |
| کمودور فورمت               |                            |                            |                                                 | ۷۸٪                                             |                                                 |                                                 |                                                 |
| سی‌یو آمیگا                 |                            |                            |                                                 | ۹۲٪                                             |                                                 |                                                 |                                                 |
| سگا فورس                   |                            | ۷۷٪                        |                                                 |                                                 | ۹۲٪                                             | ۸۴٪                                             |                                                 |
| جوایز                      |                            |                            |                                                 |                                                 |                                                 |                                                 |                                                 |
| ناشر                       | ناشر                       | ناشر                       | جایزه                                           | جایزه                                           | جایزه                                           | جایزه                                           | جایزه                                           |
| گیم‌فن (جایزه گلدن مگاوارد) | گیم‌فن (جایزه گلدن مگاوارد) | گیم‌فن (جایزه گلدن مگاوارد) | بهترین بازی اقتباسی از فیلم (نسخه جنسیس ۱۹۹۳)   | بهترین بازی اقتباسی از فیلم (نسخه جنسیس ۱۹۹۳)   | بهترین بازی اقتباسی از فیلم (نسخه جنسیس ۱۹۹۳)   | بهترین بازی اقتباسی از فیلم (نسخه جنسیس ۱۹۹۳)   | بهترین بازی اقتباسی از فیلم (نسخه جنسیس ۱۹۹۳)   |
| گیم‌فن (جایزه گلدن مگاوارد) | گیم‌فن (جایزه گلدن مگاوارد) | گیم‌فن (جایزه گلدن مگاوارد) | بهترین بازی اکشن ادونچر (نسخه سوپرنینتندو ۱۹۹۴) | بهترین بازی اکشن ادونچر (نسخه سوپرنینتندو ۱۹۹۴) | بهترین بازی اکشن ادونچر (نسخه سوپرنینتندو ۱۹۹۴) | بهترین بازی اکشن ادونچر (نسخه سوپرنینتندو ۱۹۹۴) | بهترین بازی اکشن ادونچر (نسخه سوپرنینتندو ۱۹۹۴) |

## نکته‌ها
1. ↑  ریز نمرات مجله نینتندو پاور به نسخه سوپر نینتندو: ۴٫۱/۵ برای گرافیک و صدا، ۳٫۵/۵ برای چالش و سختی، ۳٫۸/۵ برای کنترل و ۴/۵ برای فضای کلی بازی